# Hirvasrivier
Hirvasrivier (Zweeds – Fins: Hirvasjoki) is een rivier annex beek, die stroomt in de Zweedse gemeente Kiruna. De rivier verzorgt de afwatering van het Hirvasmeer. Ze stroomt naar het noorden en levert na vier kilometer haar water in bij de Muonio.
Afwatering: Hirvasrivier → Muonio → Torne → Botnische Golf